# Выборгский автобус
Выборгский автобус — система пассажирского автобусного сообщения в городе Выборге Ленинградской области.

## Общая информация

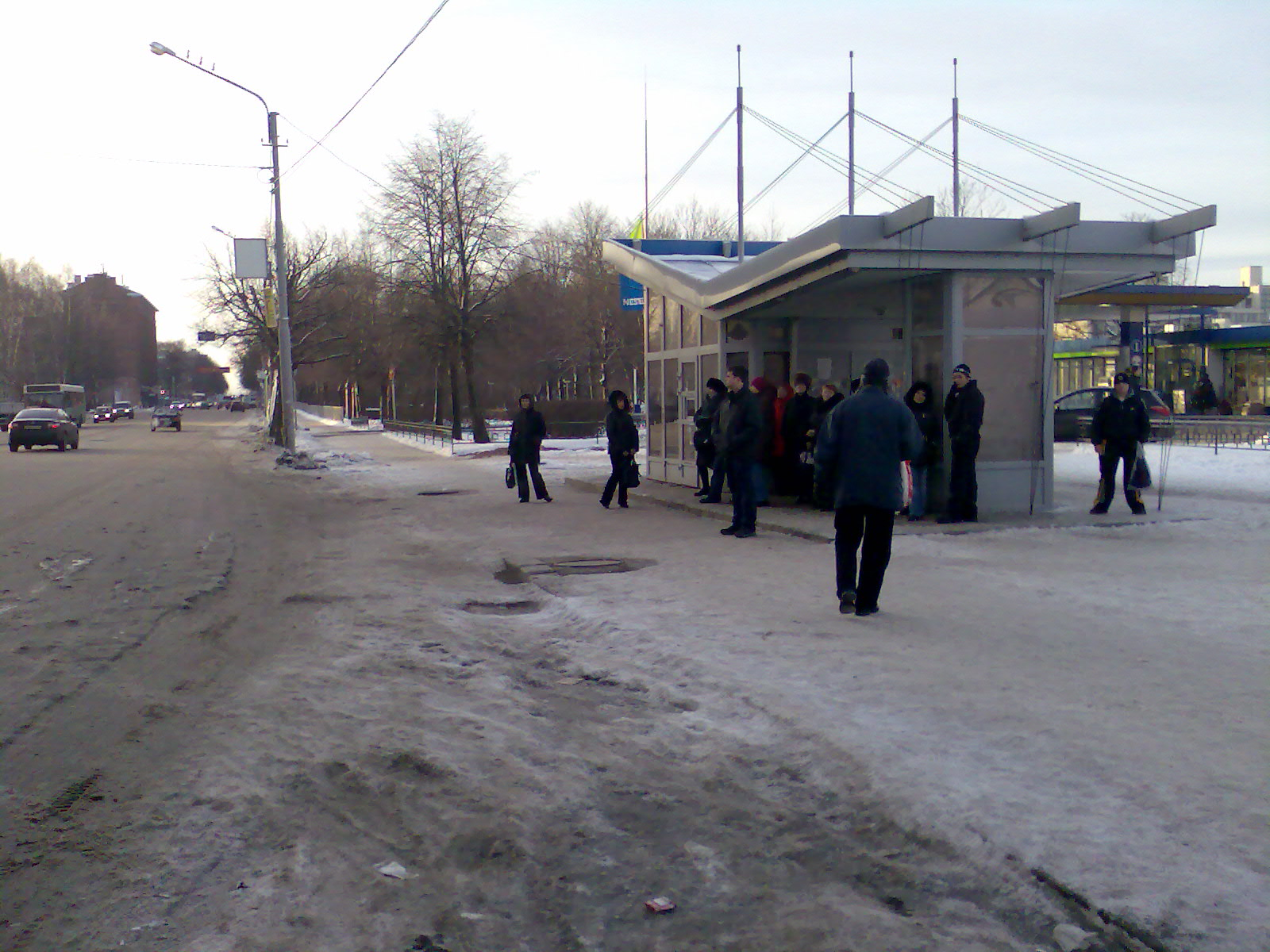
Автобусная остановка «Автовокзал» на Ленинградском проспекте в Выборге

Автобусные маршруты Выборга и Выборгского района можно разделить на следующие категории:
- Городские маршруты Выборга
- Пригородные и междугородние маршруты от Выборга
- Городские и пригородные маршруты населённых пунктов Выборгского района, не заходящие в Выборг

Автобусные маршруты делятся на социальные и коммерческие. Отличие состоит в том, что на социальных маршрутах действуют единые социальные проездные билеты для льготных категорий жителей Ленинградской области. По межрегиональному соглашению между Санкт-Петербургом и Ленинградской областью на социальных маршрутах действуют единые проездные билеты для льготных категорий жителей Санкт-Петербурга, но только для федеральных и региональных льготников.
Автобусные перевозки осуществляются частными перевозчиками. Выбор компании-перевозчика для обслуживания маршрутов осуществляется путём проведения конкурсных процедур.
Контроль за осуществлением пассажирских автобусных перевозок на маршрутах, относящихся к ведению Выборгского района, осуществляет  ГКУ ЛО «Леноблтранс», подведомственное Комитету Ленинградской области по транспорту.

## История
Ещё в давние времена[когда?] между Петербургом и Выборгом дважды в неделю ходили почтовые кареты.
Автобусное же сообщение на Карельском перешейке начало организовываться в 1920-е годы, после строительства новых автодорог. Одна из первых пассажирских автобусных линий Выборг — Койвисто (Приморск) была открыта 3 августа 1928 года. В 1930-е годы на территории Карельского перешейка действовали автобусные линии, связывающие Выборг напрямую со следующими населёнными пунктами Карельского перешейка: Рауту (Сосново), Антреа (Каменногорск), Кирву (Свободное), Саккола (Громово), Кивеннапа (Первомайское), Орьянсаари (Крутая гора), Пёлляккяля (Барышево), Сортавала, Яккима, Элисенваара, Кякисалми;
а также ненапрямую с Сайрала (Бородинское), Лейнинкюля (Новостройка, Островки) и с другими.
В 1932 году был открыт Выборгский автовокзал, ставший первым в Финляндии.
1 декабря 1933 года был открыт автобусный маршрут Выборг — Валкъярви (Мичуринское) — Рауту (Сосново) — Хатаккала. Автобусный маршрут Выборг — Уусикиркко (Поляны) — Териоки (Зеленогорск) обслуживался частным автопредприятием, расположенным в д. Кирккоярви (Поляны).
Когда началась Зимняя война, автобусы вместе с жителями были эвакуированы. Выборг вошёл в состав Советского Союза. 17 августа 1940 года Виипурским городским отделом коммунального хозяйства было организовано движение автобуса по восьмикилометровому маршруту Выборг, вокзал — Тиенхара (пос. им. Калинина). В 1941 году Наркоматом автомобильного транспорта Карело-Финской ССР планировалось открытие автобусных линий Кякисалми (Приозерск) — Карлахта; Яски (Лесогорский) — Энсо (Светогорск), но этим планам помешала Великая Отечественная война.
После войны автобусное движение было возобновлено в 1946 году. В том же году в Выборге было открыто 5 автобусных маршрутов. В 1952 году открывается автобусное сообщение с Ленинградом. А в 1957 году, в связи с закрытием трамвайного движения в Выборге, количество работающих в городе автобусов резко увеличивается. С тех пор число автобусных маршрутов и работающих на них машин постоянно увеличивалось вплоть до 1989 года. Тогда финансовое положение автопредприятия, обслуживающего большую часть выборгских маршрутов, резко ухудшилось, и множество маршрутов было закрыто.
В 1995 году ситуация стала понемногу стабилизироваться, стали закупаться новые машины. В 2000-е годы в Выборгском районе появилось много частных перевозчиков с разнообразным подвижным составом. Некоторые из них обслуживают маршруты района и поныне, большая же часть маршрутов принадлежит частным компаниям.

## Городские маршрутыВыборга
В городе 12 автобусных маршрутов, самый протяжённый — № 12 (36 км). В 2008 году автобусы, работающие на городских маршрутах, перевезли более 11,7 млн пассажиров, пассажирооборот (в 2007 году) составил 27537,9 тыс. пасс./км. Лидеры перевозок — кольцевые маршруты № 13 и № 14.
Обслуживают городские автобусные маршруты две организации — ООО «Виплайн» и ООО «Комфорт».
Цена проезда на всех маршрутах, независимо от дальности поездки, составляет 30 рублей (с 1 февраля 2016 года), школьникам в учебные дни с 7:00 до 22:00 — 10 рублей. Автобусы работают без кондукторов, оплата производится водителю на входе. В ближайшие месяцы, в рамках вступившей в силу обновлённой редакции Федерального закона 54-ФЗ («О применении контрольно-кассовой техники» (ККТ)), планируется внедрение безналичной оплаты проезда. Некоторые рейсы следуют по сокращённому маршруту.

## МаршрутыВыборгского района

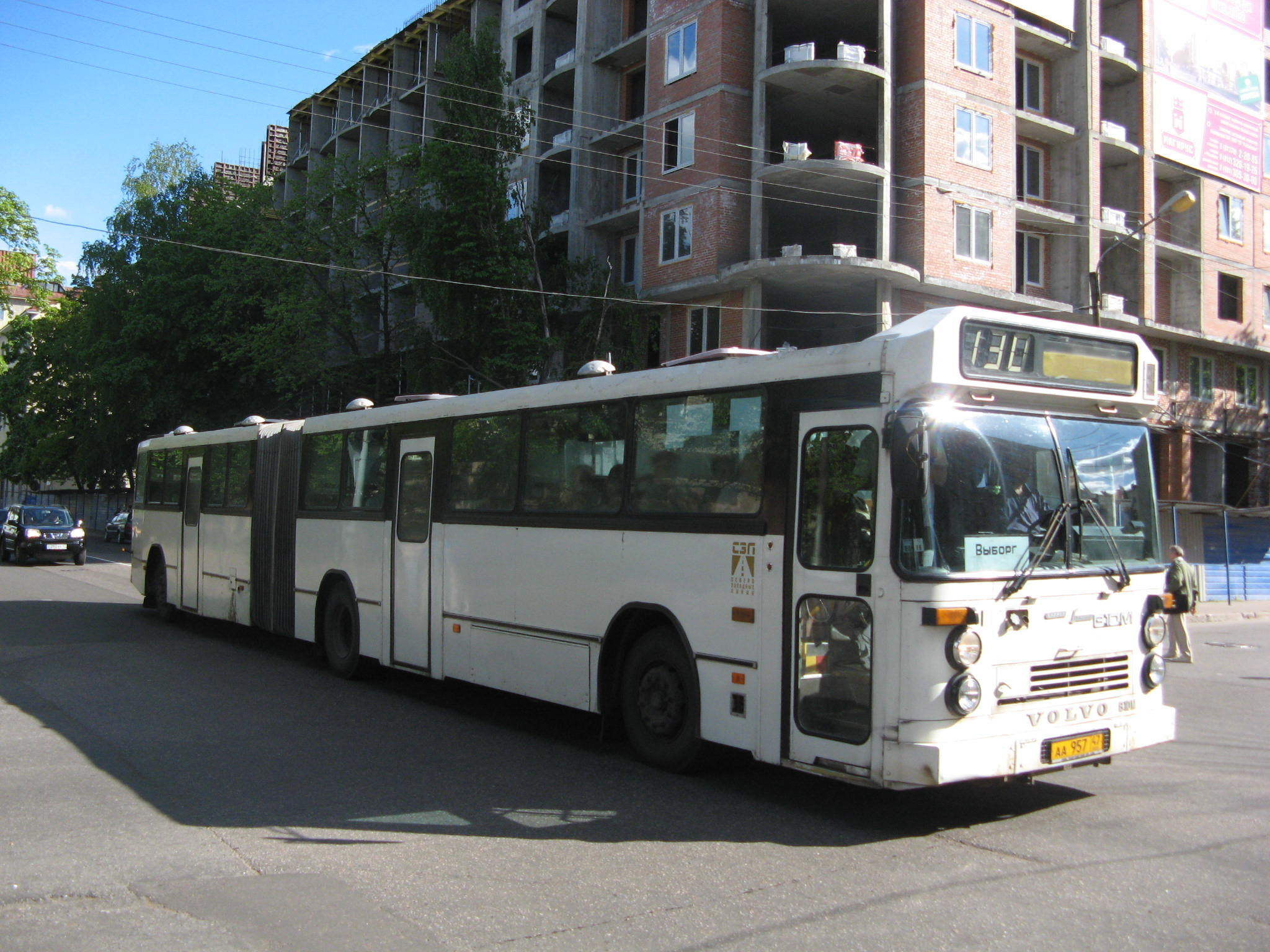
Сочленённый автобус Säffle (Volvo B10MA-55) ООО «СЗЛ+» маршрута № 130 Выборг — Ермилово в Выборге, 2008 год

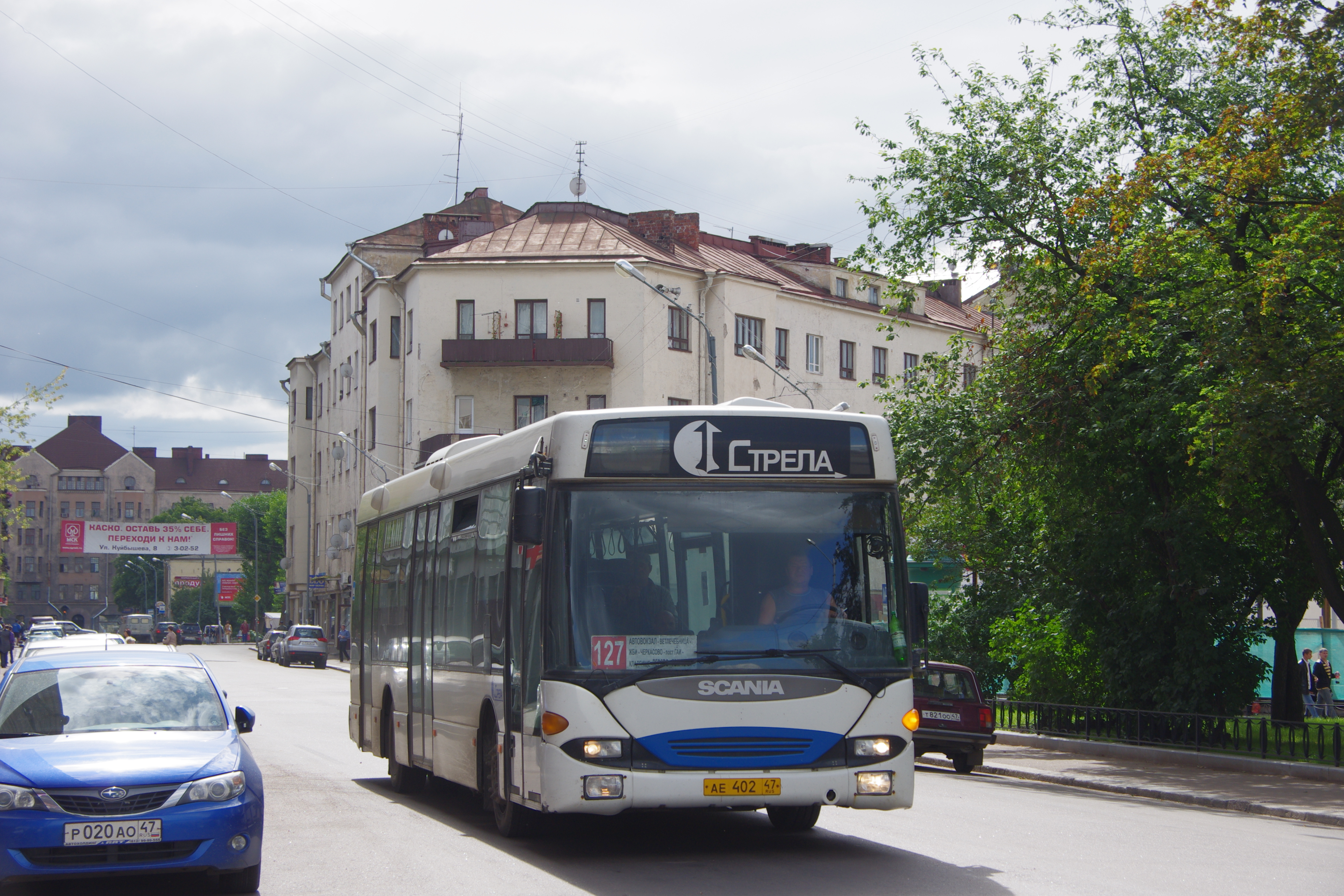
Scania Omnilink I (Скания-Питер) ООО «Стрела», маршрут № 127, 2011 год

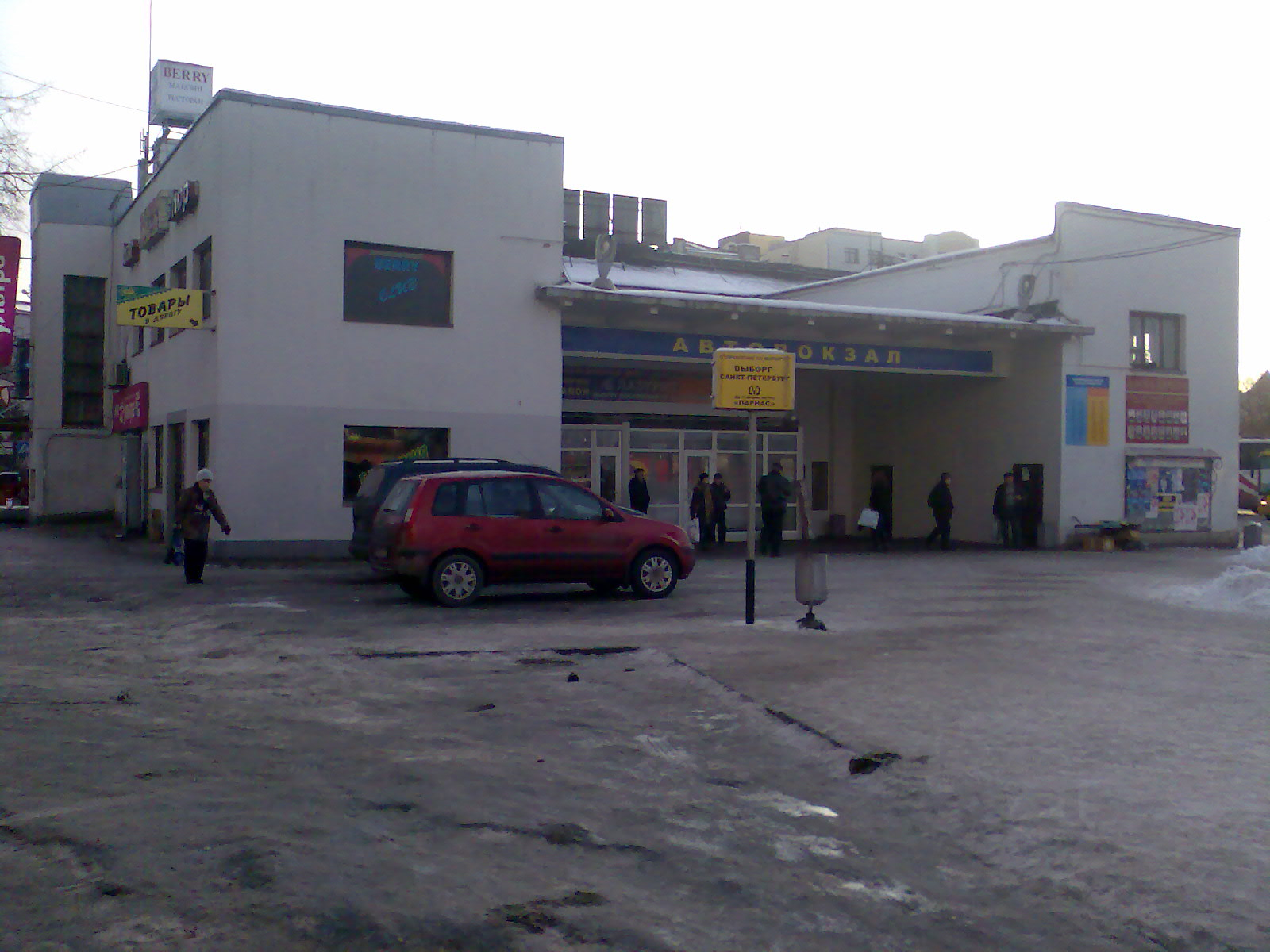
Выборгский автовокзал

Всего по территории Выборгского района проходит 91 автобусный маршрут. Из них 12 — выборгские городские, 5 — рощинские, светогорские, приморские городские/внутрипоселковые, ещё 35 проходят в пределах Выборгского района, ещё 3 — в пределах Ленинградской области, ещё 30 заезжают на территорию Санкт-Петербурга (1 из них до Москвы), и ещё 6 выезжают за границу Российской федерации в Финляндию.
Обслуживают маршруты 28 предприятий и индивидуальных предпринимателей. Лидеры перевозок — маршруты № 850 Выборг — Санкт-Петербург, интервал движения которых составляет 10—20 минут.